# ان‌جی‌سی ۵۰۰۵
ان‌جی‌سی ۵۰۰۵ (انگلیسی: NGC 5005) نام یک کهکشان در صورت فلکی تازی‌ها است.